# Chamaerops
Chamaerops é um género monotípico botânico pertencente à família Arecaceae.
O nome Chamaerops deriva da junção de duas palavras gregas cujo significado é "arbusto" e "anão", sendo humilis latim para "pequeno" ou "humilde".
Na classificação taxonômica de Jussieu (1789), Chamaerops é um gênero botânico, ordem  Palmae, classe Monocotyledones com estames perigínicos.

## Espécies
- Chamaerops humilis - conhecida pelos seguintes nomes comuns: palmeira-das-vassouras,[3][4] palmeira-vassoureira[5] e palmeira-anã,[6] conta ainda com duas variedades:
  - Chamaerops humilis var. humilis.
  - Chamaerops humilis var. argentea

## Palmeira-anã
A Chamaerops humilis é a única espécie de palmeira nativa da Europa continental. Este microfanerófito encontra-se em Portugal- mais concretamente nas zonas do Centro-sul arrabidense; do Sudoeste setentrional e meridional; e em todas as zonas algarvias, salvo as Berlengas - Espanha, França, Itália, em algumas ilhas mediterrânicas e no Norte de África (Marrocos).
É também a única espécie de palmeira no mundo em que o limite norte da sua distribuição natural se situa nos 43° 07' N de latitude, em Hyères-les-Palmiers, na costa mediterrânica da França.